# Tandanus tandanus
Tandanus tandanus es una especie de peces de la familia Plotosidae en el orden de los Siluriformes.

## Morfología
Los machos pueden llegar alcanzar los 90 cm de longitud total y 6.800 g de peso.

## Alimentación
Come larvas de insectos, gambas, moluscos, peces pequeños y  cangrejos de río.

## Hábitat
Es un pez demersal y de clima templado.

## Distribución geográfica
Es un endemismo de Australia.

## Longevidad
Puede llegar a vivir 8 años.

## Uso comercial
Es consumido por los humanos.